# Philip Warren Anderson
Philip Warren Anderson (født 13. december 1923, død 29. marts 2020) var en amerikansk fysiker. Han vandt Nobelprisen i fysik i 1977.